# Adolfo Bautista
Adolfo Bautista Herrera (Dolores Hidalgo, Guanajuato; 15 de mayo de 1979) es un exfutbolista mexicano que jugaba como mediapunta o delantero. 
Llegó a ser internacional con la Selección de México e integró el plantel que disputó la Copa Mundial de Fútbol de 2010 en Sudáfrica.
En el 2021 anunció su incursión en la política con el PES, siendo candidato para diputado local por el Distrito XI.

## Trayectoria
Debutó en la Primera División de México con la playera de Tecos el 7 de marzo de 1998, enfrentando a Toluca en el Estadio Nemesio Díez, en partido correspondiente a la Jornada 11 del torneo Verano 1998; los Diablos Rojos ganaron 2-1.
En el Apertura 2002 pasó a Morelia, donde llegó a disputar dos finales. Jugó con los Tuzos del Pachuca en el Apertura 2003, donde disputó la final y logró ser Campeón.
Después de tener problemas con la directiva de Pachuca, pasó a Guadalajara de cara al Clausura 2004. Con Chivas jugó dos finales, la primera en el Clausura 2004, contra UNAM (la cual perdió) y la segunda ante Toluca en el Apertura 2006, en el juego de vuelta en el Estadio Nemesio Díez metió el gol del campeonato al minuto 69, quedando marcado en la memoria de los aficionados.
Al finalizar el Clausura 2007, debido a problemas con el D.T. de Guadalajara, José Manuel de la Torre, Bautista fue transferido a Jaguares de Chiapas. En cinco torneos con los Naranjas, sumó 22 anotaciones.
El 15 de diciembre de 2009 regresó a Guadalajara.
El 8 de junio de 2011, es cedido a Querétaro, por un año con opción a compra.
En 2012 después de que el Guadalajara le otorgara su carta y lo dejara libre, el jugador se quedó sin equipo todo el semestre. Ante la inactividad, participó en el programa de televisión La Isla, donde finalizó en 3.er lugar del Reality.
En el verano, nuevamente Querétaro F.C. le abrió las puertas para ficharlo, sin embargo, luego el equipo prefirió traer de vuelta a Carlos Bueno, que contratarlo.
En diciembre de 2012 Lobos de la BUAP se interesó por sus servicios. En ese momento pareciera el mejor movimiento del draft del Liga de Ascenso de México, pero finalmente no se concretó. Adolfo Bautista no llegó a un arreglo con la directiva de los Lobos, por lo que se quedó sin equipo.
Un semestre más tarde, en junio de 2013, en el draft del Liga de Ascenso de México, firmó con el Atlético San Luis y de esta manera regresó a las canchas, luego de año y medio de inactividad. En noviembre de 2013, por su baja de juego se confirmó su salida del club, quedando nuevamente sin equipo
A inicios del 2014 se anunció su fichaje a Chivas USA de la Major League Soccer, en dónde sólo estuvo un semestre.
En junio de 2014, fue contratado por Coras de Tepic para encarar el Apertura 2014 del Ascenso MX, siendo este su último equipo profesional.
El 9 de diciembre de 2015, fue presentado como nueva elemento de Chicago Mustangs, de la Major Arena League Soccer de Fútbol Rápido.
El 1 de junio de 2017, en una conferencia de prensa y después de 19 años de carrera profesional, el "Bofo" anunció su retiro de las canchas, planeando un juego de homenaje en el Estadio Jalisco el 1 de julio de 2017. Dicho juego se disputaría entre “Amigos del Bofo”, conformado por varios jugadores del equipo campeón en 2006 y “Leyendas de la Liga MX” 
En su carrera jugó 5 finales: 2 con Morelia, 1 con Pachuca y 2 con Guadalajara; logrando anotar un gol en cada serie (en el Clausura 2004, lo hizo en tanda de penales).

## Estadísticas

### Clubes
| Tecos F. C. · México |               |               |     |     |    |    |    |     |      |      |      |
| 1.ª | 1997-98       | 2             | 0   | -   | -  | -  | -  | 2   | 0    | 0    |      |
| 1.ª | 1998-99       | 2             | 0   | -   | -  | -  | -  | 2   | 0    | 0    |      |
| 1.ª | 1999-00       | 7             | 0   | -   | -  | -  | -  | 7   | 0    | 0    |      |
| 1.ª | 2000-01       | 27            | 3   | -   | -  | -  | -  | 27  | 3    | 0.11 |      |
| 1.ª | 2001-02       | 30            | 10  | -   | -  | -  | -  | 30  | 10   | 0.33 |      |
| Total club | Total club    | 68            | 13  | -   | -  | -  | -  | 68  | 13   | 0.19 |      |
| C. A. Monarcas Morelia · México |               |               |     |     |    |    |    |     |      |      |      |
| 1.ª | 2002-03       | 45            | 19  | 2   | 0  | 8  | 6  | 55  | 25   | 0.45 |      |
| Total club | Total club    | 45            | 19  | 2   | 0  | 8  | 6  | 55  | 25   | 0.45 |      |
| C. F. Pachuca · México |               |               |     |     |    |    |    |     |      |      |      |
| 1.ª | 2003          | 20            | 2   | -   | -  | -  | -  | 20  | 2    | 0.1  |      |
| Total club | Total club    | 20            | 2   | -   | -  | -  | -  | 20  | 2    | 0.1  |      |
| C. D. Guadalajara · México |               |               |     |     |    |    |    |     |      |      |      |
| 1.ª | 2004          | 24            | 9   | 3   | 1  | -  | -  | 27  | 10   | 0.37 |      |
| 1.ª | 2004-05       | 34            | 6   | 4   | 2  | 12 | 4  | 50  | 12   | 0.24 |      |
| 1.ª | 2005-06       | 35            | 15  | 3   | 2  | 13 | 3  | 51  | 20   | 0.39 |      |
| 1.ª | 2006-07       | 36            | 11  | -   | -  | 5  | 2  | 41  | 13   | 0.32 |      |
| Total club | Total club    | 129           | 41  | 10  | 5  | 30 | 9  | 169 | 55   | 0.33 |      |
| Chiapas F. C. · México |               |               |     |     |    |    |    |     |      |      |      |
| 1.ª | 2007-08       | 31            | 7   | -   | -  | -  | -  | 31  | 7    | 0.23 |      |
| 1.ª | 2008-09       | 30            | 14  | -   | -  | -  | -  | 30  | 14   | 0.47 |      |
| 1.ª | 2009          | 8             | 1   | -   | -  | -  | -  | 8   | 1    | 0.13 |      |
| Total club | Total club    | 69            | 22  | -   | -  | -  | -  | 69  | 22   | 0.32 |      |
| C. D. Guadalajara · México |               |               |     |     |    |    |    |     |      |      |      |
| 1.ª |               |               |     |     |    |    |    |     |      |      |      |
| 2010 | 13            | 3             | -   | -   | 4  | 1  | 17 | 4   | 0.24 |      |      |
| 2010-11 | 24            | 0             | -   | -   | -  | -  | 24 | 0   | 0    |      |      |
| Total club | Total club    | 37            | 4   | 0   | 0  | 4  | 1  | 41  | 4    | 0.1  |      |
| Querétaro F. C. · México |               |               |     |     |    |    |    |     |      |      |      |
| 1.ª | 2011          | 10            | 1   | -   | -  | -  | -  | 10  | 1    | 0.1  |      |
| Total club | Total club    | 10            | 1   | -   | -  | -  | -  | 10  | 1    | 0.1  |      |
| C. A. San Luis · México |               |               |     |     |    |    |    |     |      |      |      |
| 2.ª | 2013          | 12            | 0   | 3   | 1  | -  | -  | 15  | 1    | 0.07 |      |
| Total club | Total club    | 12            | 0   | 3   | 1  | -  | -  | 15  | 1    | 0.07 |      |
| C. D. Chivas USA Estados Unidos |               |               |     |     |    |    |    |     |      |      |      |
| 1.ª | 2014          | 7             | 0   | -   | -  | -  | -  | 7   | 0    | 0    |      |
| Total club | Total club    | 7             | 0   | -   | -  | -  | -  | 7   | 0    | 0    |      |
| C. D. Nayarit · México |               |               |     |     |    |    |    |     |      |      |      |
| 2.ª | 2014-15       | 22            | 4   | 7   | 3  | -  | -  | 29  | 7    | 0.24 |      |
| Total club | Total club    | 22            | 4   | 7   | 3  | -  | -  | 29  | 7    | 0.24 |      |
| Total carrera | Total carrera | Total carrera | 419 | 105 | 22 | 9  | 42 | 16  | 483  | 130  | 0.27 |
| (1)Incluye datos de la Copa México, Pre Pre Libertadores (2002) e InterLiga (2004, 2005 y 2006). (2)Incluye datos de la Copa Campeones CONCACAF (2002, 2003 y 2007) y Copa Libertadores (2005, 2006 y 2010). |               |               |     |     |    |    |    |     |      |      |      |

## Selección nacional

### Absoluta
Bajo la dirección técnica del "Vasco" Javier Aguirre, debutó con la Selección de México el 19 de enero de 2002, en un partido ante El Salvador en el Estadio Rose Bowl (Pasadena, California), en la Fecha 1 del Grupo A de la Copa de Oro de la Concacaf 2002; el encuentro finalizó 0-1 a favor del Tricolor.
Formó parte del plantel que disputó la Copa de Oro de la Concacaf 2002 en EE. UU., la Copa América 2004 en Perú, la Copa de Oro de la Concacaf 2007 en EE. UU., la Copa América 2007 en Venezuela y la Copa Mundial de Fútbol de 2010 en Sudáfrica; Bautista participó en un solo juego, fue contra Argentina durante la ronda de octavos de final, en el cual no tuvo un buen desempeño, siendo relevado en el segundo tiempo por Pablo Barrera.
|                    | PJ | Minutos | Goles | Asistencias | Periodo   |
| ------------------ | -- | ------- | ----- | ----------- | --------- |
| Selección mexicana | 38 | 2,055   | 10    | 5           | 2002-2010 |

#### Goles
| Fecha               | Rival     | Gol | Resultado | Competencia                     |
| ------------------- | --------- | --- | --------- | ------------------------------- |
| 21 de enero de 2002 | Guatemala |     | 3-1       | Copa de Oro de la Concacaf 2002 |
| 13 de marzo de 2002 | Albania   |     | 4-0       | Amistoso                        |
| 19 de junio de 2004 | Dominica  |     | 0-10      | Eliminatoria                    |
| 27 de junio de 2004 | Dominica  |     | 8-0       | Eliminatoria                    |
| 13 de julio de 2004 | Ecuador   |     | 2-1       | Copa América 2004               |
| 29 de marzo de 2007 | Ecuador   |     | 4-2       | Amistoso                        |
| 30 de mayo de 2010  | Dominica  |     | 5-1       | Amistoso                        |

#### Participación en Copa del Mundo
| Mundial                        | Sede      | Resultado        | Partidos | Goles |
| ------------------------------ | --------- | ---------------- | -------- | ----- |
| Copa Mundial de Fútbol de 2010 | Sudáfrica | Octavos de final | 1        | 0     |

| Fecha       | Estadio                            | Encuentro      | Resultado |
| ----------- | ---------------------------------- | -------------- | --------- |
| 27 de junio | Estadio Soccer City, Johannesburgo | 8vos. de final | 1-3       |

#### Participaciones en fases finales
| Competencia                     | Categoría | Sede           | Resultado        | Partidos | Goles |
| ------------------------------- | --------- | -------------- | ---------------- | -------- | ----- |
| Copa de Oro de la Concacaf 2002 | Absoluta  | Estados Unidos | Cuartos de final | 3        | 1     |
| Copa América 2004               | Absoluta  | Perú           | Cuartos de final | 3        | 1     |
| Copa de Oro de la Concacaf 2007 | Absoluta  | Estados Unidos | Subcampeón       | 4        | 0     |
| Copa América 2007               | Absoluta  | Venezuela      | Tercer lugar     | 2        | 0     |
| Copa Mundial de Fútbol de 2010  | Absoluta  | Sudáfrica      | Octavos de final | 1        | 0     |
| Total                           | –         | –              | –                | 13       | 2     |

## Palmarés

### Campeonatos nacionales
| Categoría                  | Título        | Club        | País   |
| -------------------------- | ------------- | ----------- | ------ |
| Primera División de México | Apertura 2003 | Pachuca     | México |
| Primera División de México | Apertura 2006 | Guadalajara | México |